# Палаццо Контарини-Фазан
Палаццо Контарини-Фазан (итал. Palazzo Contarini Fasan) — дворец в Венеции, расположенный в сестиере (районе) Сан-Марко на берегу Гранд-канала. Характерный образец венецианской готики XV века. Известный также как «Дом Дездемоны» (Casa di Desdemona).

## Легенда
Дворец принадлежал знатной венецианской семье Контарини. Считается, что жена владельца дворца послужила прототипом шекспировской Дездемоны. Согласно легенде, в палаццо когда-то жил Николо Кверини (или Контарини?), известный своими сражениями против турок в 1500-х годах. Говорили, что у него была очень тёмная кожа, из-за которой его прозвали «Мавр» (итал. moro — тёмный, чёрный, а также: мавр, араб). Его жена, Пальма Кверини, была измучена жестокой ревностью мужа, поэтому вернулась к родителям. Другая легенда гласит, что шекспировский Отелло на самом деле был создан по образцу Кристофоро Моро (отсюда и прозвание «Мавр»). Моро был адмиралом венецианского флота. В 1515 году он женился на дочери Донато из Лецце по прозвищу «Белая дьяволица» (отсюда и имя «Дездемона»). В 1508 году Моро потерял жену во время путешествия на Крит при сомнительных обстоятельствах.

## Архитектура
Палаццо построено около 1475 года. Название «Fasan», вероятно, произошло от страсти его владельцев к охоте на фазанов. Дворец представляет собой очень небольшое здание, одно из самых маленьких на Гранд-канале, узкое по фасаду, оно имеет три этажа. В отличие от других зданий у него нет выхода к воде, но оно соединено с соседним дворцом на уровне третьего этажа «верхним переходом» (cavalcavia). Углы выделены лёгким рустом. Окна имеют готическую форму с заострёнными «килевидными» арками, резные розетки балконов из белого камня также имеют готический рисунок. Второй «благородный» этаж (итал. piano nobile) имеет типично готическое строенное окно: трифорий. Под венчающим карнизом сохранились следы фресок пятнадцатого века. На верхнем этаже, в межоконном простенке имеется герб семьи Контарини.
Особняк вызывал восторги многих известных гостей Венеции — от Дж. Рёскина до А. П. Чехова. Известный историк искусства Джон Рёскин писал в книге «Семь светочей архитектуры» (1849), что Палаццо Контарини Фазан было «самым сложным произведением архитектуры в Венеции». А. П. Чехов вспоминал

«Я любил сидеть на солнышке, слушать гондольера, не понимать и по целым часам смотреть на домик, где, говорят, жила Дездемона, — наивный, грустный домик с девственным выражением, лёгкий, как кружево, до того лёгкий, что, кажется, его можно сдвинуть с места одною рукой».— «Рассказ неизвестного человека»

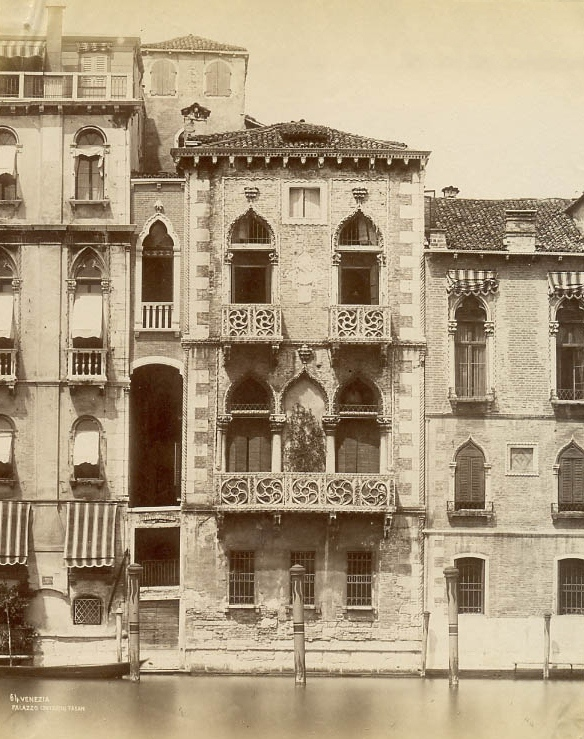
Палаццо Контарини Фазан. 1870-е гг. Фотография К. Ная
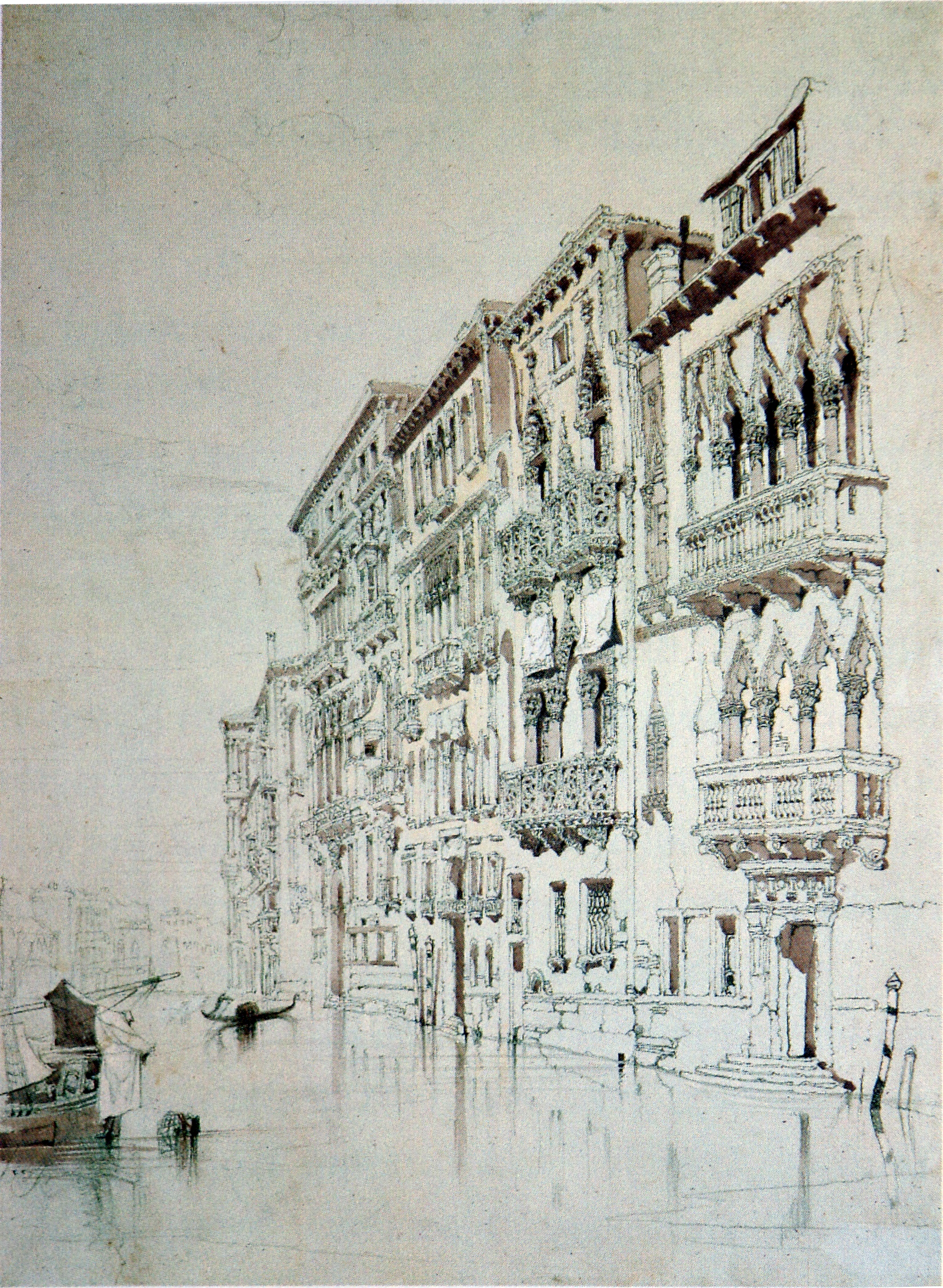
Дж. Рёскин. Палаццо Контарини. 1841. Бумага, карандаш, кисть, тушь, акварель
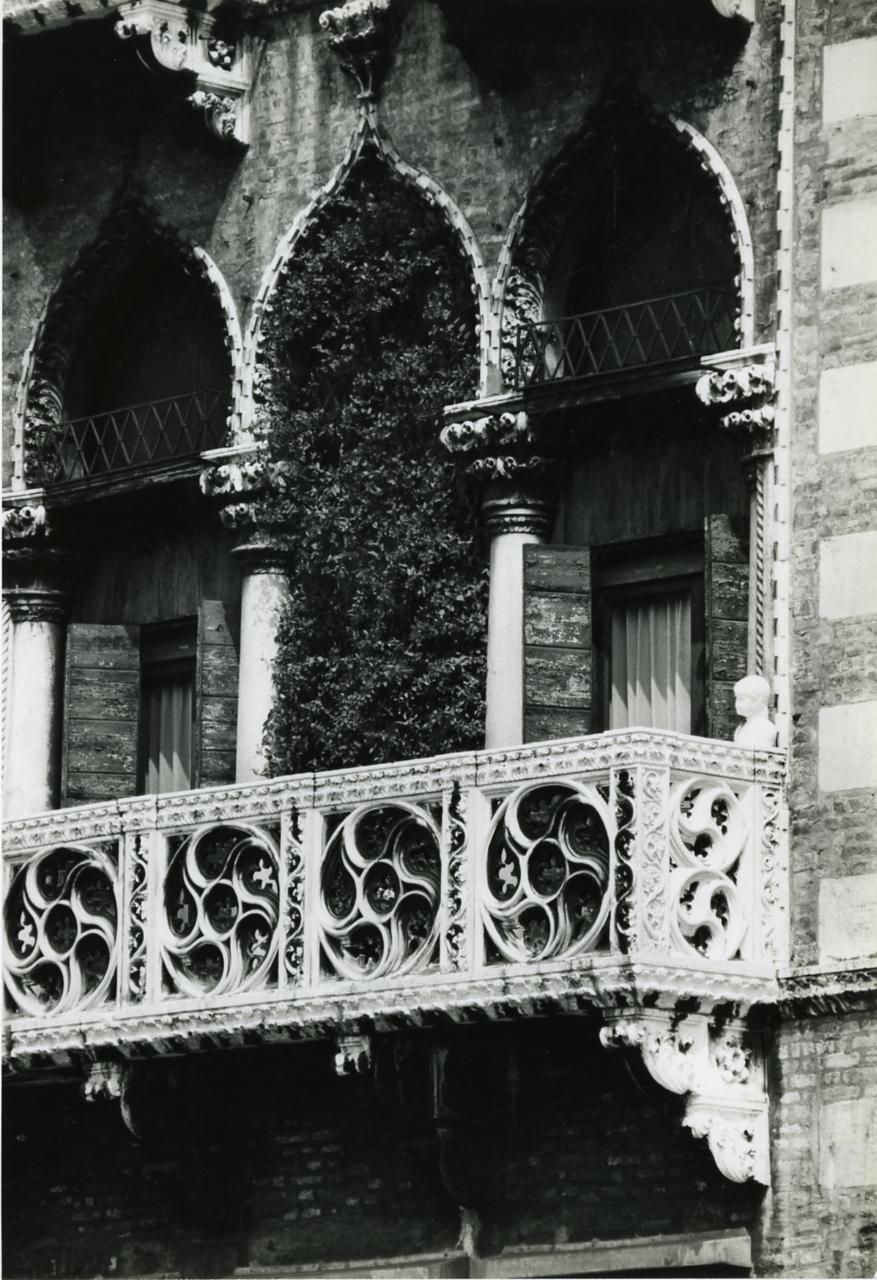
Балкон здания. Фотография П. Монти. 1969
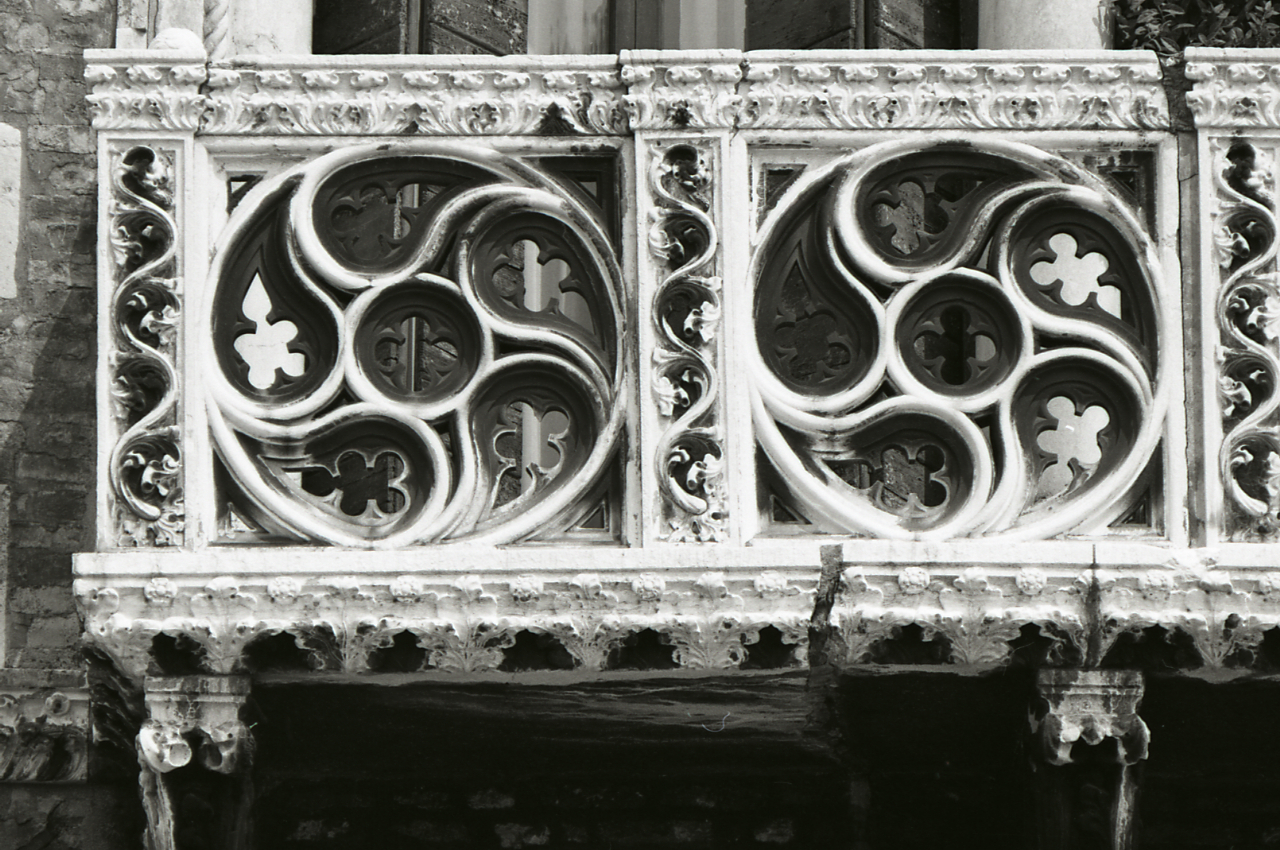
Решётка балкона. Фотография П. Монти. 1969